# 蛇首裸蟾魚
蛇首裸蟾魚（学名：Batrichthys apiatus），為輻鰭魚綱蟾魚目蟾魚科的其中一種，分布於東南大西洋的南非Umtata河至沙丹那灣鹹水及半鹹水水域，这种底栖鱼的长度可达 10 厘米。